# Stefan Skrbo
Stefan Skrbo (* 23. Jänner 2001) ist ein österreichischer Fußballspieler.

## Karriere

### Verein
Skrbo begann seine Karriere beim SK Jenbach. Im September 2011 wechselte er zum SC Schwaz. Zur Saison 2015/16 kam er in die AKA Tirol. Zur Saison 2016/17 wechselte er nach Deutschland in das DFI Bad Aibling. Zur Saison 2017/18 kehrte er nach Österreich zurück und wechselte in die Jugend der WSG Wattens. Im Mai 2018 debütierte er für die Amateure der Wattener in der Tiroler Liga. Bis zum Ende der Saison 2017/18 kam er zu vier Einsätzen in der vierthöchsten Spielklasse. In der Saison 2018/19 kam er zu 14 Einsätzen für die zweite Mannschaft, zudem spielte er 13 Mal für die dritte Mannschaft in der neuntklassigen 2. Klasse.
In der Saison 2019/20 kam er bis zum COVID-bedingten Saisonabbruch zu 14 Einsätzen in der Tiroler Liga. Mit den Amateuren des inzwischen WSG Tirol genannten Vereins stieg er in die Tiroler Regionalliga auf. In der ebenfalls abgebrochenen Saison 2020/21 absolvierte er in dieser zwölf Partien. Zur Saison 2021/22 wurde er in den Profikader des Bundesligisten befördert. Sein Debüt in der Bundesliga gab Skrbo im September 2021, als er am siebten Spieltag jener Saison gegen den FC Red Bull Salzburg in der 64. Minute für Markus Wallner eingewechselt wurde. Für die WSG kam er insgesamt zu 64 Bundesligaeinsätzen, in denen er sechsmal traf.
Zur Saison 2025/26 wechselte Skrbo in die Slowakei zu Spartak Trnava.

### Nationalmannschaft
Skrbo debütierte im November 2021 gegen Aserbaidschan in der österreichischen U-21-Mannschaft.